# 제2회 시네마 디지털 서울
제2회 시네마 디지털 서울은 2008년 8월 20일에 열린 시상식이다.

## 수상 및 후보

### 레드카멜레온상
- 살아남은 자의 송가 - 위 광이 수상

### 블루카멜레온상
- 손뼉 치고 주먹 쿵쿵 - 타카하시 이즈미 수상

### 그린카멜레온상
- 밤비 내리는 목소리 - 이가라시 고헤이 수상

### 화이트카멜레온상
- 작은 나방 - 펑 타오 수상

### 경쟁부문
- 매미 소녀 - 펑 타오
- 청계천의 개 - 김경묵
- 터키 블루 스카이 - 우밍진
- 마 선생의 시골 진료소 - 총 펑
- 코끼리신 가네시 - 판카지 샤르마
- 제3세계 남자가 꿈꾸는 법 - 칸 루메
- 걸 스파크 - 이시이 유야
- 하이 눈 - 맥희인
- 하지 - 리뤼준
- 살아남은 자의 송가 - 위 광이
- 미식촌 - 가오 원동
- 트로피컬 - 이상우
- 우부왕 - 린다 베넷
- 밤비 내리는 목소리 - 이가라시 고헤이
- 손뼉 치고 주먹 쿵쿵 - 타카하시 이즈미

### 초청부문
- 중경 - 장률
- 마이 뉴 픽처 - 베르트랑 보넬로
- 밤과 낮 - 홍상수
- 여 입식사열전 - 오시이 마모루
- 삶의 조건 - 샹탈 애커만 외 여러명
- 당신보다 로마 - 타리크 테기아
- 파리 텍사스 모리구치 - 야마시타 노부히로
- 기적의 메데아 - 토니노 드 베르나디
- 뱀어깨의 전설: 아지다학 - 호세인 모라디자데
- 참 작은 세계 - 야마시타 노부히로
- 비밀결사 매의 발톱단: 총통은 두 번 죽지 않는다 - 프로그맨

### 디지털 단편
- 올드랭 사인 - 소준문
- 아이들 - 윤성현
- 아이들은 잠시 외출했을 뿐이다 - 남다정
- 불을 지펴라 - 이종필
- 사랑은 단백질 - 연상호
- 천년기린 - 원종식
- 도시에 사는 사람들의 공간감 - 김준
- 십우도4 득우 - 두 모과 - 이지상
- weeping men - 이세옥
- 거짓말 - 박용제
- 바보는 감기에 걸리지 않는다 - 김경만
- 가족경제학 - 이성래
- 명자야 울지 마 화장 지워져 - 진윤경
- 모던한 쥐선생과의 대화 - 김숙현
- 철탑, 2008년 2월 25일 박현상씨 - 변해원

### CinDi 익스트림
- 그래스하퍼 - 밥 새비스턴
- 자살 변주 - 김곡
- 기적세계 - 닝 하오
- 임계밀도 - 김곡

### CinDi 올나잇
- 샤인 어 라이트 - 마틴 스코세이지
- 우리, 스트레인저 - M. 닷 스트레인지
- Muscle Man - 곽기혁
- 하이랜더: 복수의 전사 - 가와지리 요시아키
- 이상하지 않은 나라의 앨리스 - 티모시 퀘이 외 1명
- 개구멍 - 티모시 퀘이 외 1명
- 드로즈의 숨겨진 살 & 불면 - 티모시 퀘이 외 1명
- 지우개 연인 - 박지연
- 유리디체 - 티모시 퀘이 외 1명
- 귀여운 소녀 - 최봉수
- 죽은 아이들을 위한 노래 - 티모시 퀘이 외 1명
- 유령 박물관 - 티모시 퀘이 외 1명
- 이런 싸가지 없는 놈이 하는 소리 - 정주아
- 호치민 - 정윤석
- In the Cold Cold Night 01_Prologue - 기채생
- 퀘이 DJ 리믹스 - 티모시 퀘이 외 1명
- 소닉 유스: 문샤인 프로젝트 - 마이클 올브라이트
- Way Home - 김경수

### 디지털 회고
- 방랑자 - 드니 코테
- 낙원의 동쪽 - 레흐 코왈스키
- 꽃섬 - 송일곤
- 반다의 방 - 페드로 코스타
- 약속의 땅 - 아모스 기타이

### 디지털 복원
- 하녀 - 김기영

### 인스톨레이션
- 크루드 오일 - 왕빙